# Nototriton guanacaste
Nototriton guanacaste es una especie de salamandras en la familia Plethodontidae.
Es endémica de Costa Rica.
Su hábitat natural son los montanos húmedos tropicales o subtropicales.
Está amenazada de extinción debido a la destrucción de su hábitat.